# Kazimira Prunskienė
Kazimira Danutė Prunskienė (n. 26 februarie 1943, Vasiuliškė⁠(d), Lituania) este o politiciană lituaniană care a fost primul prim-ministru al Lituaniei după declararea independenței față de Uniunea Sovietică între 17 martie 1990 și 10 ianuarie 1991, precum și ministru al agriculturii în perioada 18 iulie 2006 - 9 decembrie 2008.
A fost președinta partidului Uniunea Țăranilor și Noului Partid Democrat, precum și a Partidului Popular Lituanian. 
De asemenea, a participat la alegerile prezidențiale lituaniene din iunie 2004 în care a candidat împotriva lui Valdas Adamkus, ieșind pe locul al doilea după acesta, având în turul II 651.024 de voturi (47,35%).
Este membră a Consiliului Femeilor Lideri Mondiali.